# Bourscheid, Moselle
Bourscheid är en kommun i departementet Moselle i regionen Grand Est (tidigare regionen Lorraine) i nordöstra Frankrike. Kommunen ligger i kantonen Phalsbourg som tillhör arrondissementet Sarrebourg. År 2022 hade Bourscheid 175 invånare.

## Befolkningsutveckling
Antalet invånare i kommunen Bourscheid
| Referens: INSEE |